# Frank Jarvis
Frank Washington Jarvis, född 31 augusti 1878 i California i Pennsylvania, död 2 juni 1933 i Sewickley i Pennsylvania, var en amerikansk friidrottare.
Jarvis blev olympisk mästare på 100 meter med tiden 11,0 sekunder vid sommarspelen 1900 i Paris. Vid samma tävlingar deltog han även i tresteg och stående tresteg, men utan topplaceringar.
Efter sin aktiva karriär arbetade han som advokat.